# エンケ彗星
エンケ彗星（英語: Comet Encke、2P/Encke）は、公転周期3.3年で太陽の周囲を公転する彗星である。現在知られている周期彗星の中では、パンスターズ彗星 (311P)に次いで2番目に周期が短い。初めて記録されたのは1786年1月17日のピエール・メシャンによるものだが1819年にヨハン・フランツ・エンケが軌道計算を行って周期彗星として知られるようになった。名称はハレー彗星と同様に発見者ではなく軌道計算に成功した者の名が付けられた。近日点に近づくと尾やコマが輝き明るくなるが、彗星核の反射率(アルベド)は4.6%となっており、彗星に典型的な特徴を持つ。彗星核の直径は4.8kmである。

## 発見
エンケ彗星の番号名2Pにも見られるようにエンケ彗星はハレー彗星に次いで2番目に周期彗星(英語でPeriodic comet)であることが明らかになった彗星である。1786年に天文学者ピエール・メシャン、シャルル・メシエらが独立して発見し、1795年にはカロライン・ハーシェル、1818年にはジャン＝ルイ・ポンも発見した。そしてヨハン・フランツ・エンケは1786年の彗星1786 B1、1795年の彗星1795 V1、1805年の彗星1805 U1、1818年の彗星1818 W1の4彗星の同定に成功した。1819年にはその成果についてジャーナル『Correspondance astronomique』で発表し、その回帰を1822年と予想した。1822年6月2日にはシドニー天文台でCarl Ludwig Christian Rümkerが回帰したエンケ彗星の観測を行った。

## 軌道
彗星は一般的に他の天体からの万有引力の影響を受ける摂動やガス放出により軌道は一定でない。エンケ彗星の軌道傾斜角が小さく、周期が3年と短いことから、地球型惑星4惑星から摂動の影響を受けている。また、エンケ彗星は木星と7:2で軌道共鳴しており、エンケ彗星から放出された破片やエンケ彗星を形成するもととなった天体から放出された破片もこの共鳴の状態にあると考えられている。
エンケ彗星は地球に0.173 auまで接近する。1997年7月4日には0.19 auまで接近した例があり、2172年6月29日には0.165 auまで接近すると予測されている。2013年11月18日には水星と0.02496 auまでとかなり接近したこともあった。地球に接近してくるのは約33年に1回起こる。
エンケ彗星は太陽に最接近する距離(近日点)が0.336 auである。この太陽への接近距離は2021年8月現在軌道が確定している周期彗星の中で6番目に短い。また、太陽から最も遠い位置(遠日点)は4.09 auで2021年8月現在軌道が確定している周期彗星の中では9番目に短い。

## 観測
エンケ彗星は回帰してくるときは1818年の周期彗星と明らかになったとき以来、1944年を除いて観測されてきた。
エンケ彗星が遠日点付近にあるときの写真を撮影する計画はウィルソン山天文台の60インチ望遠鏡を用いて1913年7月2日に計画立てられたが、写真乾板の郵送中に紛失してしまっためこの時はできなかった。同様の計画が1913年9月1日に実施されたが、撮影された画像では予測されていた位置から角度で1.5分の誤差が生じてしまい、当時は軌道が完全には確定していなかったため、同定することはできなかった。1970年代に行われた軌道の再計算により、その画像では赤経が+2s、赤緯が+4.6"程度の誤差しかないと計算により発覚し、十中八九エンケ彗星であることが分かった。
1918年3月にはグリニッジ天文台の28インチ反射望遠鏡でエンケ彗星の観測が行われた。1918年3月の観測によると3月9日に現れたエンケ彗星に比べて3月12日に現れたエンケ彗星の方がより明るくてより小さく、視直径は1.5'、明るさは見かけの等級で7.7だった。
1972年9月3日に遠日点に達する前後ではその画像を撮影しようという計画が立てられた。エリザベス・レーマーとG. McCorkleは8月15日に撮影に成功し、9月5日にはR.E.McCroskyとC.-Y.Shao、9月13日にはエリザベス・レーマーとM.R.Gonzalesが同様に成功した。
1980年には彗星で初めてレーダーによる観測が行われた。
1984年4月にはパイオニア・ヴィーナス・オービターが紫外線でエンケ彗星を観測し、水の減少した割合を観測した。
2002年には探査機CONTOURでエンケ彗星とシュワスマン・ワハマン第3彗星を探査する計画もあったが、失敗に終わった。

## 流星群
エンケ彗星は11月ごろに見られるおうし座流星群や6月後半に見られるおうし座ベータ流星群の母天体であると考えられている。水星でも同様の流星群が起こることが報告されている。
地球近傍小惑星の2004 TG10はエンケ彗星の破片であると考えられている。

### 水星
NASAの探査機メッセンジャーに搭載された探査機によるとエンケ彗星は水星にも流星群を発生させている可能性がる。メッセンジャーの装置の一つであるMASCSでは2011年3月に水星周辺を公転し始めて以来、カルシウムが周期的に急増する現象が発見された。この現象は微小の粒子が水星に衝突し、そのうちカルシウムを含む粒子が大気中に入り込んでいくことによって起こるものであると考えられる。しかし、地球型の4惑星付近の惑星間塵ではカルシウムが周期的に急増することを説明できないため、周期的なカルシウム源としてエンケ彗星が考えられている。

## 地球への影響
1908年のツングースカ大爆発では彗星の影響により起こったものであるとする説があり、スロバキアの天文学者Ľubor Kresákはエンケ彗星から発生した破片が引き起こしたかもしれないという仮説を提唱した。

## ギャラリー

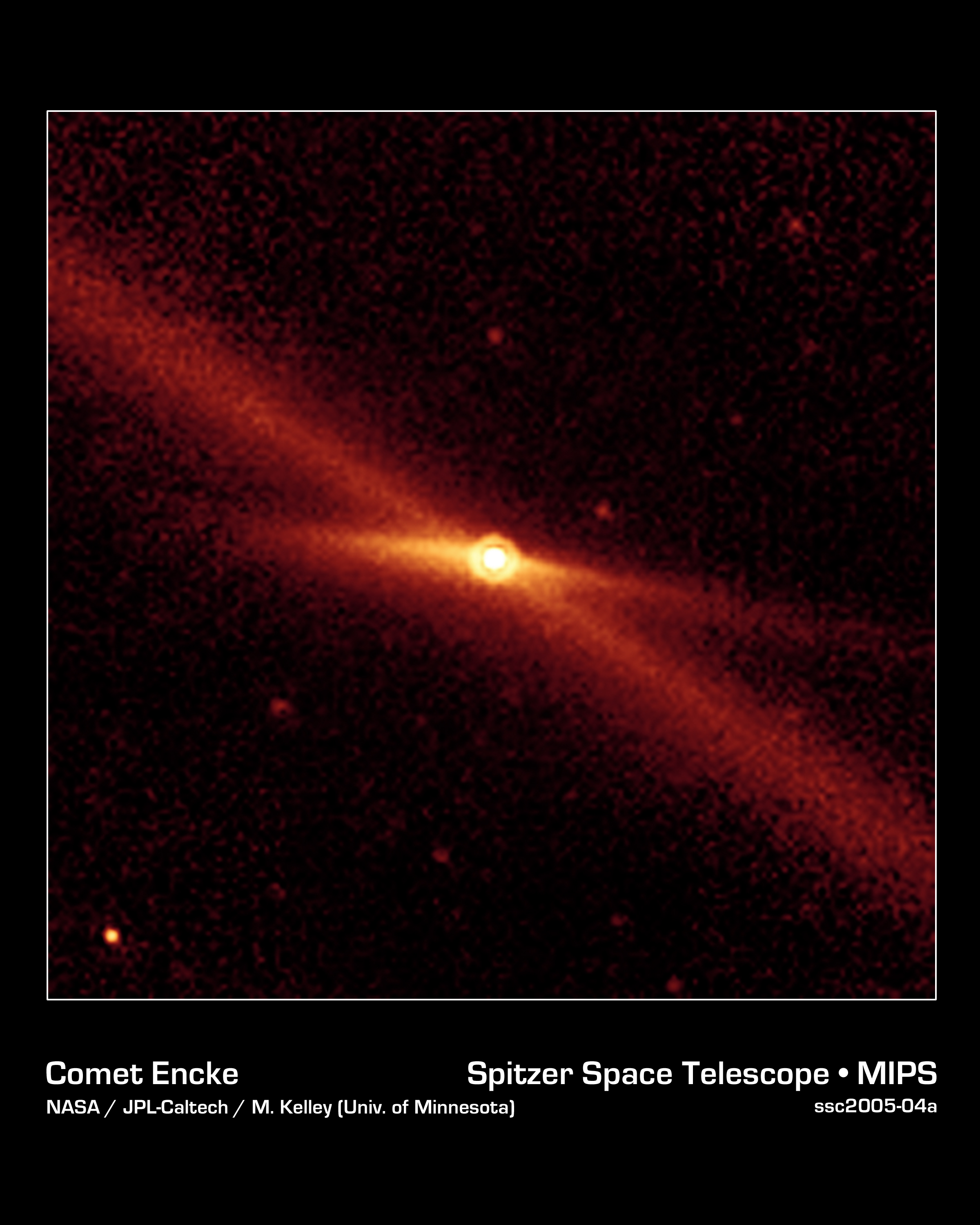
エンケ彗星の尾の分裂(disconnect event)。2007年4月20日にSTEREO-Aが撮影したもので、太陽のコロナ質量放出により引き起こされた磁場の影響でプラズマの尾がはぎ取られている[26]。彗星は塵やガスを放出し続けているため尾はすぐに再生する[27]。
- A スピッツァー宇宙望遠鏡で撮影された赤外線でのエンケ彗星の尾の画像。
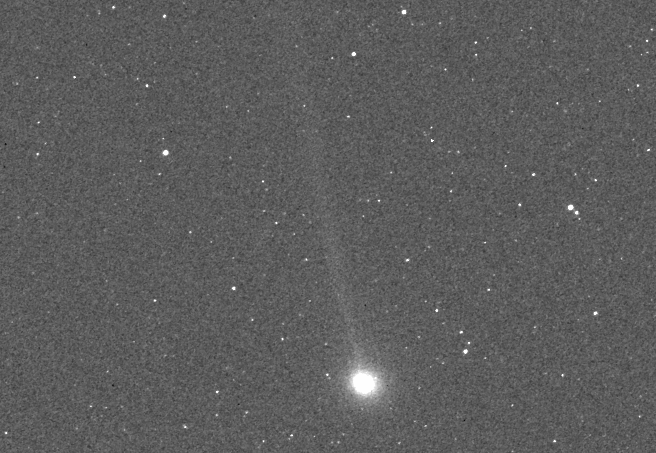
メッセンジャーによる水星に接近した際のエンケ彗星の画像。2013年11月17日撮影[28]。 (NASA/JHUAPL/Carnegie Institution of Washington)
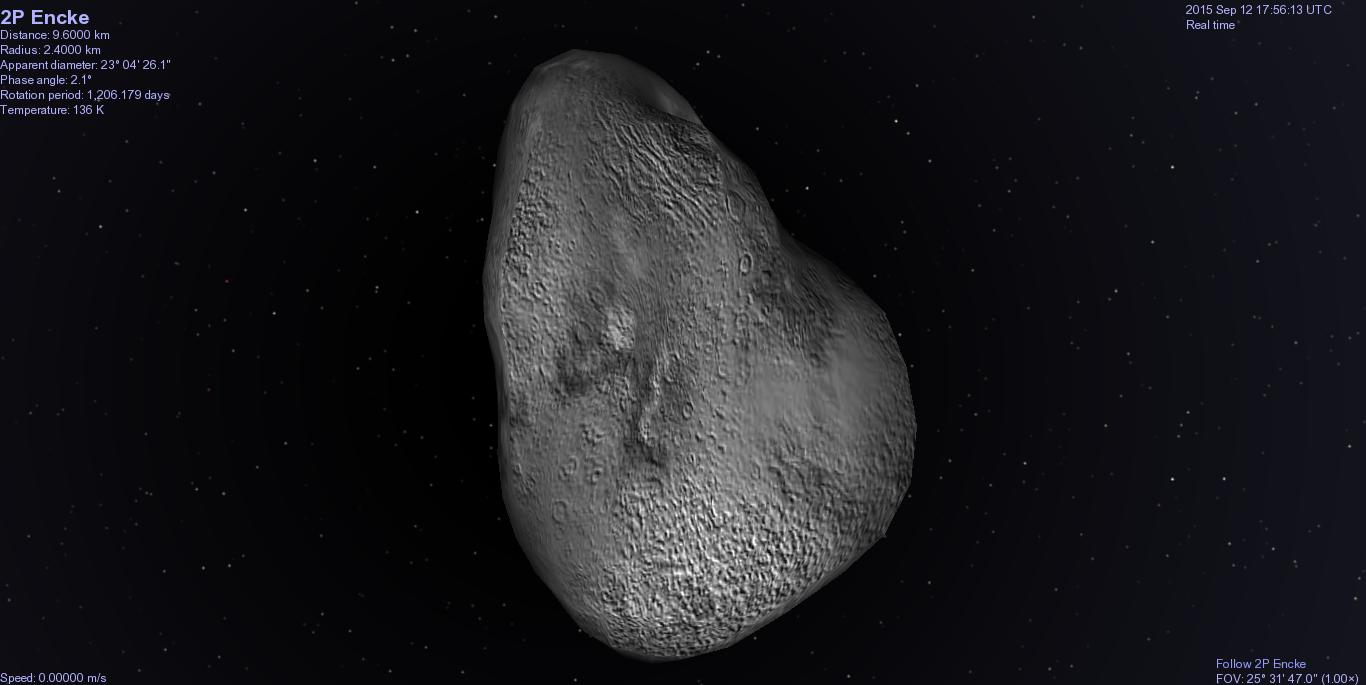
天体シミュレーターソフトウェアCelestiaでレンダリングして得られたエンケ彗星の画像。